# Lee Jeong-il
Lee Jeong-il (* 30. Juli 1990 in Jeonju) ist ein südkoreanischer Naturbahnrodler. Er startete ab 2009 im Weltcup und gewann als zweiter Naturbahnrodler seines Landes Weltcuppunkte. Zusammen mit Yang Hyun-min war er der erste Südkoreaner, der an einer Naturbahnrodel-Weltmeisterschaft teilnahm.

## Karriere
Lee Jeong-il war zusammen mit seinem Landsmann Yang Hyun-min in der Saison 2008/2009 der erste Südkoreaner, der im Weltcup startete. Betreut wurde er vom Naturbahn-Trainer des Internationalen Rennrodelverbandes, Karl Flacher aus Österreich. Flacher war in den 1970er-Jahren selbst erfolgreicher Naturbahnrodler und trainierte neben den Südkoreanern auch Sportler aus anderen Ländern, die im Naturbahnrodeln noch nicht etabliert sind.
Nachdem die beiden Südkoreaner im ersten Weltcuprennen der Saison 2008/2009 in St. Sebastian von Flacher noch keine Startfreigabe erhalten hatten, da die Verletzungsgefahr zu groß gewesen wäre, und Lee im Gegensatz zu seinem Teamkollegen auch beim zweiten Rennen in Umhausen nicht gestartet war, gab er am 25. Januar 2009 in Unterammergau sein Weltcupdebüt. Unmittelbar vor seinem Landsmann erzielte er als 30. den viertletzten Platz, womit er nach Yang, der eine Woche zuvor in Umhausen 37. war, als zweiter südkoreanischer Naturbahnrodler Weltcuppunkte gewann. Lee nahm auch noch am Weltcuprennen in Deutschnofen teil, wo er aber nur 36. und Letzter wurde. Anschließend startete er bei der Weltmeisterschaft 2009 in Moos in Passeier. Hier konnten sich die beiden Südkoreaner allerdings nur am Ende des Feldes platzieren. Lee kam mit einem Rückstand von 49,45 Sekunden – 4,29 Sekunden hinter seinem Landsmann Yang – als Letzter der 37 gewerteten Rodler ins Ziel. Im Winter 2008/2009 war dies sein letztes internationales Rennen, doch Lee nahm im Gegensatz zu Yang auch in der Saison 2009/2010 an Weltcuprennen teil. Nachdem er in den ersten beiden Rennen in Nowouralsk nicht dabei war, wurde er in den weiteren vier Saisonrennen zweimal 30., einmal 34. und einmal 37. und ließ dabei bis zu zehn Rodler hinter sich. Im Gesamtweltcup erreichte er damit den 40. Platz von insgesamt 59 Rodlern, die in diesem Winter Weltcuppunkte gewannen. Lee nahm auch an der Europameisterschaft 2010 in St. Sebastian teil, bei der auch Nicht-Europäer start-, jedoch nicht titelberechtigt sind. Als Viertletzter kam er auf den 34. Platz. In den nächsten beiden Jahren nahm Lee an keinen internationalen Wettkämpfen teil.

## Sportliche Erfolge

### Weltmeisterschaften
- Moos in Passeier 2009: 37. Einsitzer

### Europameisterschaften
- St. Sebastian 2010: 34. Einsitzer

### Weltcup
- 40. Platz im Einsitzer-Gesamtweltcup in der Saison 2009/2010
- 3 Top-30-Ergebnisse in Weltcuprennen